# Mill Valley (Kalifornia)
Mill Valley – miasto w Stanach Zjednoczonych, w stanie Kalifornia, w hrabstwie Marin. Według spisu ludności z roku 2010, w Mill Valley mieszka 13903 mieszkańców.